# Сухие Аврали
Сухие Аврали — село в Елховском районе Самарской области России. Административный центр сельского поселения Сухие Аврали.

## Название
Село основано выходцами из села "Авраль" как и поселение Аврали, ныне оно слилось в село Сабакаево. Переселенцы взяли родное название своей исторической родины на новое место. Название села Авраль - произошло от названия реки, который в свою очередь от чувашского Авăр ял диалектное Эвĕр ель - от Авăр - диал. Евĕр - омут, пучина, водоворот, кружиться (о воде в омуте) : тарăн авăр — глубокий омут, авăр вырăн — 1) водоворот, 2) место с омутами 3) авăра пут — утонуть в омуте, 4)пурнăç авăрĕ — перен. водоворот жизни.

## География
Село находится в северной части Самарской области, в лесостепной зоне, на расстоянии примерно 14 километров (по прямой) к юго-западу от села Елховки, административного центра района. Абсолютная высота — 123 метра над уровнем моря.
Климат
Климат характеризуется как умеренно континентальный. Среднегодовая температура воздуха — 4 °С. Средняя температура воздуха самого тёплого месяца (июля) — 26,3 °C (абсолютный максимум — 39 °C); самого холодного (января) — −12,8 °C (абсолютный минимум — −48 °C). Снежный покров держится в течение 150 дней.
Часовой пояс
Село Сухие Аврали, как и вся Самарская область, находится в часовой зоне МСК+1. Смещение применяемого времени относительно UTC составляет +4:00.

## Население
| 1859 | 1889  | 1897  | 1910  | 2010 |
| ---- | ----- | ----- | ----- | ---- |
| 2256 | ↗3031 | ↗3329 | ↗4615 | ↘560 |

Половой состав
По данным Всероссийской переписи населения 2010 года в гендерной структуре населения мужчины составляли 50 %, женщины — соответственно также 50 %.
Национальный состав
Согласно результатам переписи 2002 года, в национальной структуре населения русские составляли 80 % из 513 чел.